# Junta (Spiel)
Junta ist ein satirisches Brettspiel von Vincent Tsao, Ben Grossman und Eric Goldberg. In dem Brettspiel übernehmen die Mitspieler die Rolle von Mitgliedern einer Junta, die eine fiktive, hochgradig korrupte „Republica de las Bananas“ regieren. Ziel des Spiels ist die Veruntreuung von Geldern, je nach Ausgabe sind dies entweder Entwicklungshilfegelder einer „Großmacht, die keine Fragen stellt“ oder Gelder der UNO, die auf dem eigenen Schweizer Konto angehäuft werden müssen. Die Spielregeln weisen einige Besonderheiten auf, so zum Beispiel die ausdrückliche Aufforderung, seine Mitspieler zu betrügen.

## Geschichte
Das Spiel erschien 1979 in den Vereinigten Staaten beim Kleinverlag Creative Wargames Workshop. Eine weitere Auflage erschien 1985 ebenfalls in den USA bei West End Games. Eine deutsche Ausgabe erschien 1986 bei ASS und 1999 eine nahezu unveränderte Neuauflage bei Schmidt Spiele. 2005 erschien eine grafisch überarbeitete deutsche Version bei West End Games und im Oktober 2007 bei Pegasus Press. Die aktuelle Version entspricht der Neuauflage von Pegasus Spiele von 2013, in der die Regeln aktualisiert und Spielbrett und alle Karten ein neues grafisches Design erhalten haben.
Das Spiel erschien auch auf Französisch bei Jeux Descartes und auf Spanisch als Golpe bei Borras Plana.
Der Antrag auf Indizierung des Spiels wurde am 3. März 1988 von der Bundesprüfstelle für jugendgefährdende Schriften abgelehnt.

## Autoren
Bei der ersten Auflage wird nur Vincent Tsao als Autor erwähnt, bei den weiteren Auflagen auch Ben Grossman und Eric Goldberg. Während Tsao und Grossmann nicht weiter als Spieleautoren in Erscheinung getreten sind, hat Goldberg noch weitere Spiele (u. a. Konfliktsimulationen) entwickelt.